# アーヴィング・ステットナー
アーヴィング・ステットナー(英語:Irving Stettner、1922年11月7日-2004年1月16日)は、アメリカの水彩画家、編集者、詩人、作家。写真家のルイス・ステットナーの双子の兄弟でもある。

## 来歴
1922年ニューヨークのブルックリンに生まれる。
兵役終了後、世界各地を旅してまわる。
1940年代後半にヘンリー・ミラーと出会い、『北回帰線』の舞台であるパリに興味をかきたてられ、海を渡る。
1948年頃から約十二年間、たまに米国に戻ることもあったが、主としてパリで放浪生活を続けた。
1974年より、リトル・マガジン『ストローカー』の編集・出版を始め、寄稿者であったヘンリー・ミラーとの親交を深める。前衛雑誌『ストローカー』はミラーが亡くなるまでの2年間半、彼がゆいいつ投稿した雑誌としても知られる。ミラーが『ストローカー』とその編集者ステットナーに宛てた書簡集(From Your Capricorn Friend)が　1984年にNew Directionsから出版されている。1997年に妻子同伴で来日してからは、晩年は主に日本で旺盛な創作活動をした。
ペンシルベニア州ダラスにて没してから5年、『パラダイスの乞食たち』(Beggars in Paradise)が本田康典・三保子ステットナー訳で水声社より発売された。
数多くの詩、小説、エッセイを手がけ、精力的に自主出版を続けた。水彩画家としても活躍し、日本を始め、フランス、米国で個展を多数開催している。

## 邦訳
- 『パラダイスの乞食たち』(Beggars in Paradise、1995年)本田康典・三保子ステットナー訳、水声社、2009年6月。 ISBN 978-4-89176-734-1